# Alicia (California)
Alicia es un área no incorporada ubicada en el condado de Yuba en el estado estadounidense de California.

## Geografía
Alicia se encuentra ubicada en las coordenadas 39°6′10″N 121°34′54″O / 39.10278, -121.58167.